# 市川白弦
市川 白弦（いちかわ はくげん、1902年（明治35年）2月28日 - 1986年（昭和61年）6月7日）は、臨済宗の僧侶、社会運動家。
哲学者市川浩は長男。

## 略歴
- 1902年 - 岐阜県加茂郡八百津町和知の臨済宗妙心寺派華藏寺に生まれる。幼名は利水。
- 1920年 - 地元の小学校勤務を経て得度し、妙心寺専門道場に入学。
- 1923年 - 臨済宗大学入学。在学中より部落問題や教団改革運動に関わる。
- 1926年 - 花園中学校に勤務。独学で英語、ドイツ語、西洋哲学を学ぶ。
- 1935年 - 臨済学院専門学校教授。
- 1946年 - 終戦後、結成したばかりの日本アナキスト連盟に加入。この頃より教団の戦争責任追及や教団批判を展開する。
- 1952年 - 京都市教育委員に就任。
- 1965年 - ベ平連に参加。
- 1972年 - 花園大学停年退職、同大学名誉教授。教団内の批判や自身の社会的活動へのけじめとして僧籍を離れ還俗する。
- 1986年 - 6月、急性肺炎により死去、享年84。

## 著書
- 『大慧（禅叢書第4巻）』（弘文堂、1941）
- 『禅の基本的性格』（同文館、1942）
- 『般若心経新講』東成出版社 仏教文庫 1951
- 『般若経 般若思想の現代への展開』三一新書 1956
- 『禅と現代思想』（徳間書店、1967）
- 『一休 乱世に生きた禅者』日本放送出版協会 NHKブックス 1970
- 『仏教者の戦争責任』（春秋社、1970）、法蔵館文庫、2024
- 『日本ファシズム下の宗教』（エヌエス出版、1975）
- 『日本の禅語録 第13巻 沢庵』講談社 1978
- 『市川白弦著作集』全4巻（法藏館、1993）

第1巻 (禅の基本思想)
第2巻 (禅と現代思想)
第3巻 (仏教の戦争責任)
第4巻 (宗教と国家)

### 校注など
- 一休宗純「狂雲集」『日本思想大系 16 中世禅家の思想』岩波書店 1972
- 『沢庵　日本の禅語録13』講談社 1978
  - 『禅の古典 7　不動智神妙録・太阿記』沢庵 講談社 1982
  - 『沢庵 不動智神妙録・太阿記・玲瓏集』講談社 1994 禅入門

### 訳書
- ツェルバツキー（シチェルバツコイ）『仏教哲学概論』（第一書房、1935） - この出版を機に大学に迎えられる。
- ヤンコ・ラヴリン『超人の悲劇 ドストイエフスキイの生涯と哲学』ふたら書房 1940

### 論文
- CiNii>市川白弦
- INBUDS>市川白弦